# Engelmann-sünkaktusz

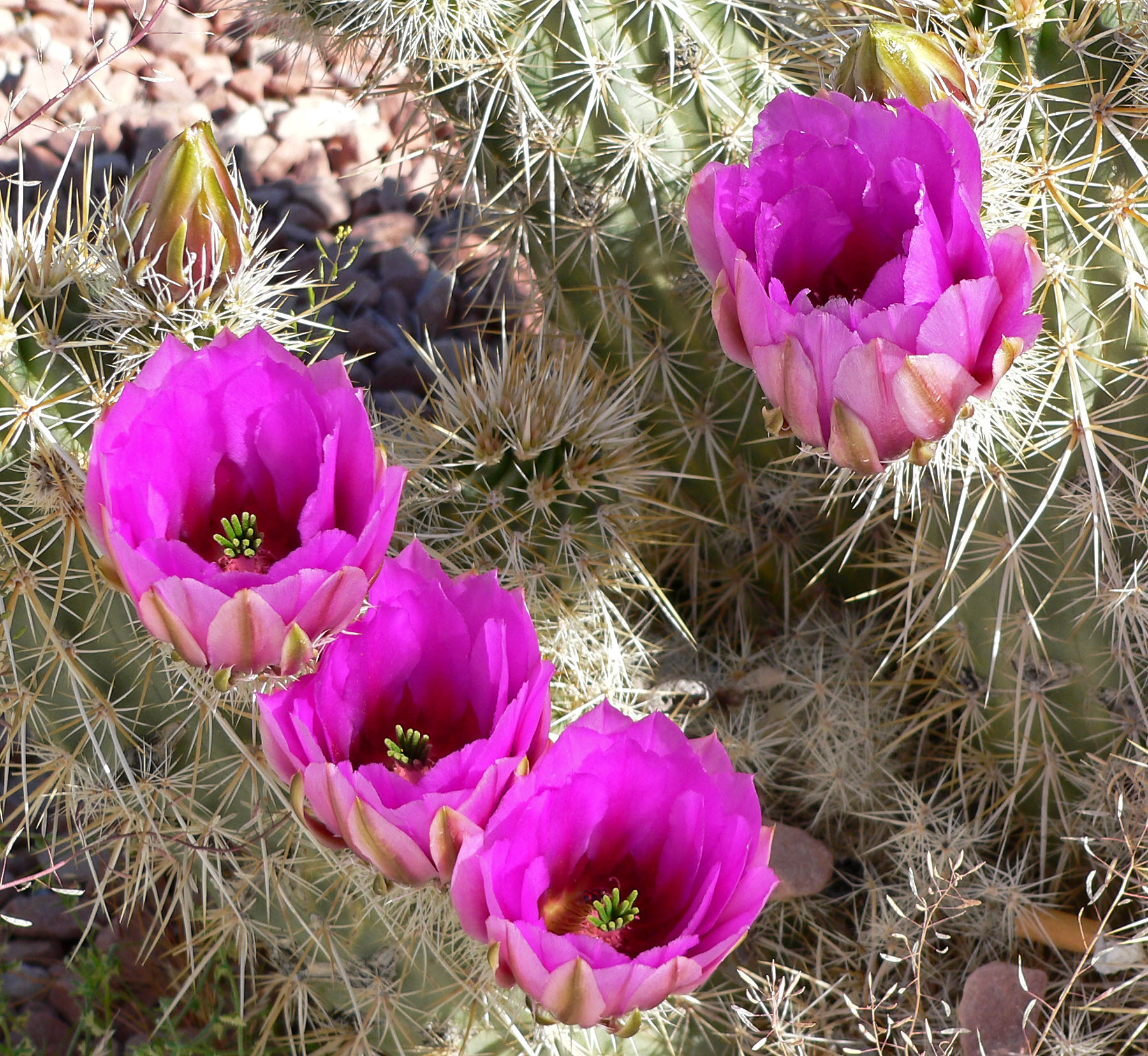

Az Engelmann-sünkaktusz (Echinocereus engelmannii) nagy területen elterjedt, változatos faj; jóformán ahány rendszerező, annyi változattal. Ezek különbségei leginkább formaiak, a jelentőségüket sokan kétségbe vonják. A változékonyságot híven tükrözi a faj korábbi neveinek sora:
- Cereus engelmannii,
- Echinocereus engelmannii var. acicularis Benson,
- Cereus munzii Parish,
- Echinocereus munzii (Parish) L. Benson,

## Változatok
Fontosabb, többé-kevésbé konszenzusos változatai:
- var. munzii (Parish) Pierce & Fosberg,
- var. chrysocentrus (Engelmann & Bigelow) Engelmann ex Rümpler,
- var. purpureus Benson,
- var. variegatus (Engelmann et Bigelow) Engelmann ex Rümpler,
- var. howei Benson,
- var. nicholli L. Bens (ez Arizona déli részén a papago indiánok területén honos, és virágai a törzsváltozattól eltérően liláskékek, levendulaszínűek, tövisei pedig világossárgák),

## Élőhely
Észak-Amerika délnyugati részén, a sivatagi-félsivatagi átmeneti övre jellemző. A Mojave-sivatag "követeként" felhatol Utah és Nevada államokba, a Grand Canyonban 1500 m magasságig kapaszkodik fel, de ott kisebb, és a tövisei is világosabbak, mint máshol.

## Megjelenése
A Mojave-sivatagot övező hegyvidéken, a San Bernardino és San Jacinto hegységben barnás aranysárga tövises telepekben nő, és a hajtása jó fél méteresre is megnyúlhat. A törzsváltozat 30–45 cm magasra nő meg. Az egyes hajtások átmérője kb. 6 cm lehet; azokon 10–13 bordát figyelhetünk meg. Az egyes szemölcsökből 12–12 perem- és 2–6 középtövis nő ki a sünkaktuszoktól megszokott tüskegolyó kinézetet biztosítandó. Tövisei ezüstszürkék, tavasszal nyíló, tűzpiros virágainak átmérője 7–8 cm. Termése 3–4 cm-es, piros, ehető.

## Tartása
Bizarr, ezüstös szépségének titka a sok napsütés és a száraz meleg. Célszerű jó vízelvezető sziklakert egymás mellé illesztett kövei elé és közé ültetni, hogy minél több visszavert meleget kapjon. magyarországon a szabadban többnyire nem teleltethető át, mert hidegtűrése -10 °C alatt bizonytalan. Üvegházban vagy fóliasátorban kiegészítő belső takarással vagy hidegágyban átteleltethető.